# SV Döbern

Altes Logo

Der SV Döbern ist ein Sportverein in der südbrandenburgischen niederlausitzischen Kleinstadt Döbern.
Der Sportverein Döbern bietet Sportarten wie Fußball, Volleyball, Leichtathletik und Allgemeinsport an. Zu seinen Sportanlagen gehören der Jahnsportplatz und ein 2004 fertiggestelltes Multifunktionsgebäude. 
Zu seinen Vorläufern gehört die Betriebssportgemeinschaft Chemie Döbern, die 1983/84 überregional bekannt wurde, als ihre Fußballmannschaft in der DDR-Liga, der zweithöchsten Fußballklasse der DDR spielte. Auch durch René Rydlewicz wurde die BSG Chemie bekannt, der spätere 273-fache Bundesligaspieler wurde in Döbern zum Fußballspieler ausgebildet. 

## Entwicklung des Fußballsports
Die Fußball-Historie begann vor 1945 mit der Spiel- und Sportvereinigung Döbern, die 1934 als Kreismeister Forst der Aufstieg in die damals zweitklassige Bezirksklasse Ostlausitz gelang. 1945 wurden alle Vereine aufgelöst, mit der Sportgemeinschaft Döbern, die zunächst nur am lokalen Sportbetrieb teilnehmen durfte, wurde zeitnah ein Nachfolger gegründet. 1952 übernahm der VEB Glaswerk Döbern die Sportler der Sportgemeinschaft und gründete mit ihnen nach der damals üblichen Sportstruktur in der DDR die Betriebssportgemeinschaft Chemie Döbern mit mehreren Sportsektionen. Die 1. Männermannschaft der Sektion Fußball gehörte zu den Gründungsmitgliedern der 1952 ins Leben gerufenen Bezirksliga Cottbus.
Die BSG Chemie Döbern konnte sich nur eine Spielzeit lang in der damals drittklassigen Bezirksliga halten, als Drittletzter stieg die Mannschaft in die Bezirksklasse ab. Erst ab 1957 war sie wieder in der Bezirksliga vertreten, die zu diesem Zeitpunkt allerdings nur viertklassig war. 1964 musste Chemie erneut zurück in die Bezirksklasse, da wegen der Reduzierung der Bezirksliga auf eine Staffel ein 8. Platz nicht für den Klassenerhalt reichte. Von 1974 bis 1976 gaben die Chemiker noch einmal ein Gastspiel in der Bezirksliga, erst 1978 konnten sie sich dauerhaft in der nun wieder drittklassigen Bezirksliga Cottbus etablieren.
1983 wurde Chemie Döbern Bezirksmeister und qualifizierte sich damit für die zweitklassige DDR-Liga. Spielertrainer Hans-Jürgen Nünchert stand ein 18-köpfiger Kader mit einem Altersdurchschnitt von 26 Jahren zur Verfügung, gespielt wurde auf dem damals 6000 Zuschauer fassenden Jahnsportplatz. In der Mannschaft stand mit Bernd Mudra nur ein einziger Spieler mit höherklassiger Erfahrung, er hatte 50 Oberligaspiele in Cottbus und Frankfurt absolviert. Insgesamt war der Kader den Ansprüchen der DDR-Liga nicht gewachsen, und so musste Döbern als Tabellenletzter der zwölf Mannschaften der Ligastaffel D mit nur einem Sieg und 13 Toren in 22 Spielen nach nur einer Spielzeit zurück in die Bezirksliga. Dort blieb die Mannschaft bis zum Ende des DDR-Fußballs 1991 mit Plätzen im Mittelfeld. 
Mit dem Ende des DDR-Fußballs kam auch das Ende der Betriebssportgemeinschaften, die in dem neuen Wirtschaftssystem keine ökonomische Basis mehr hatten. In der 5000 Einwohner zählenden Stadt gründete sich daher 1990 anstelle der BSG der Sportverein Chemie Döbern. Er legte 1996 den Zusatz Chemie ab und tritt seitdem als SV Döbern auf. 
Auch im Sportverein waren die Fußballspieler wieder am erfolgreichsten. In der Saison 1990/91 wurde die 1. Fußballmannschaft Bezirksmeister und stieg in die Verbandsliga Brandenburg auf, damals 4. Fußballklasse. Bis 1994 konnte sich Döbern in der Verbandsliga halten, 1994 musste der Abstieg in die nun sechstklassige Landesliga hingenommen werden. Dort spielte Döbern bis 2007, von 2008 bis 2011 in der Landesklasse Süd und danach auf Kreisebene. 2015 gelang die Rückkehr in die brandenburgische Landesklasse Süd.

## Personen
- Bernd Mudra, spielte vorher beim FC Vorwärts Frankfurt (12 Oberligaspiele) und bei Energie Cottbus (38 Oberligaspiele)
- Wolfgang Honko, bis 1965 Nachwuchsspieler in Döbern, später 2 Oberligaspiele bei Energie Cottbus und 68 Oberligaspiele bei der ASG Vorwärts Cottbus
- René Rydlewicz, bis 1981 Nachwuchsspieler in Döbern, später 273 Bundesligaspiele für Bayer 04 Leverkusen, TSV 1860 München, Arminia Bielefeld und Hansa Rostock